# Buthus bobo
Espèce
Buthus bobo est une espèce de scorpions de la famille des Buthidae.

## Distribution
Cette espèce est endémique de la région des Hauts-Bassins au Burkina Faso. Elle se rencontre dans la province de Houet vers Bobo-Dioulasso.

## Habitat
Cette espèce se rencontre dans la savane soudanienne occidentale.

## Description
La femelle holotype mesure 62,85 mm.

## Étymologie
Son nom d'espèce lui a été donné en référence au lieu de sa découverte, Bobo-Dioulasso.

## Publication originale
- Ythier, 2021 : « A new species of Buthus Leach, 1815 from the savannas of Burkina Faso (Scorpiones: Buthidae) » Faunitaxys, vol. 9, no 40, p. 1-5 (texte intégral).